# Phlox diffusa
Phlox diffusa är en blågullsväxtart. Phlox diffusa ingår i släktet floxar, och familjen blågullsväxter.

## Underarter
Arten delas in i följande underarter:
- P. d. diffusa
- P. d. longistylis
- P. d. scleranthifolia
- P. d. subcarinata

## Bildgalleri

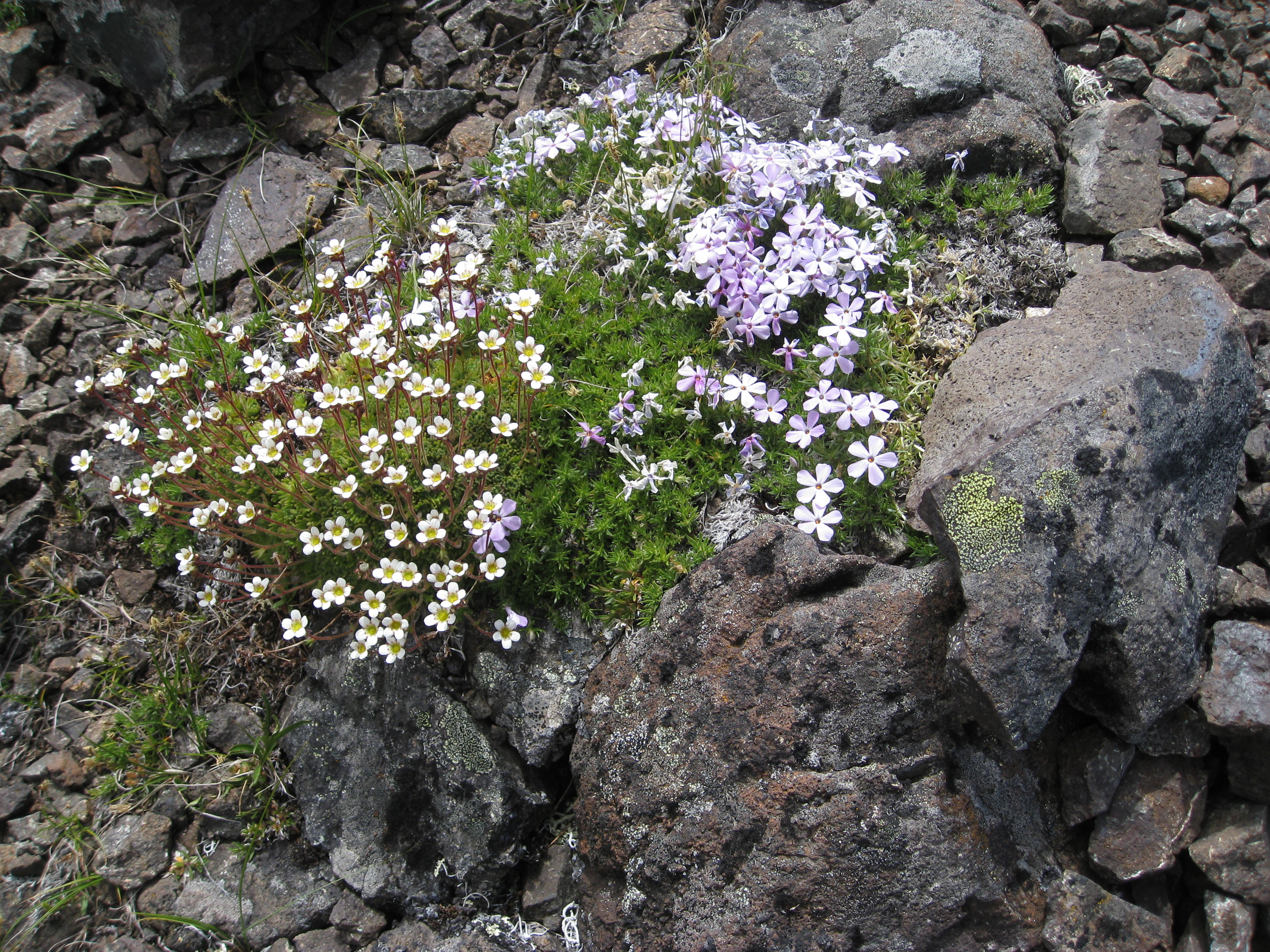
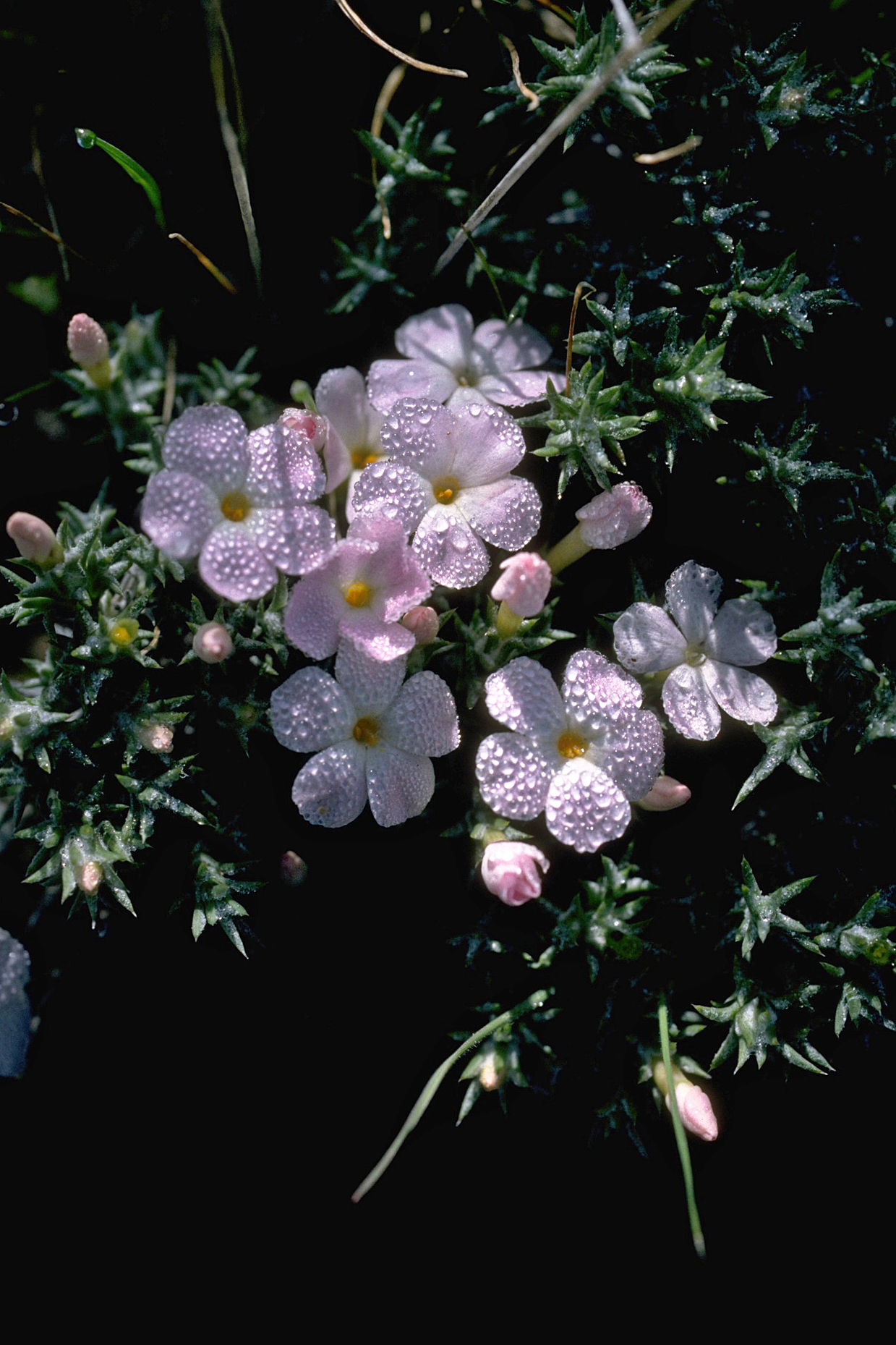
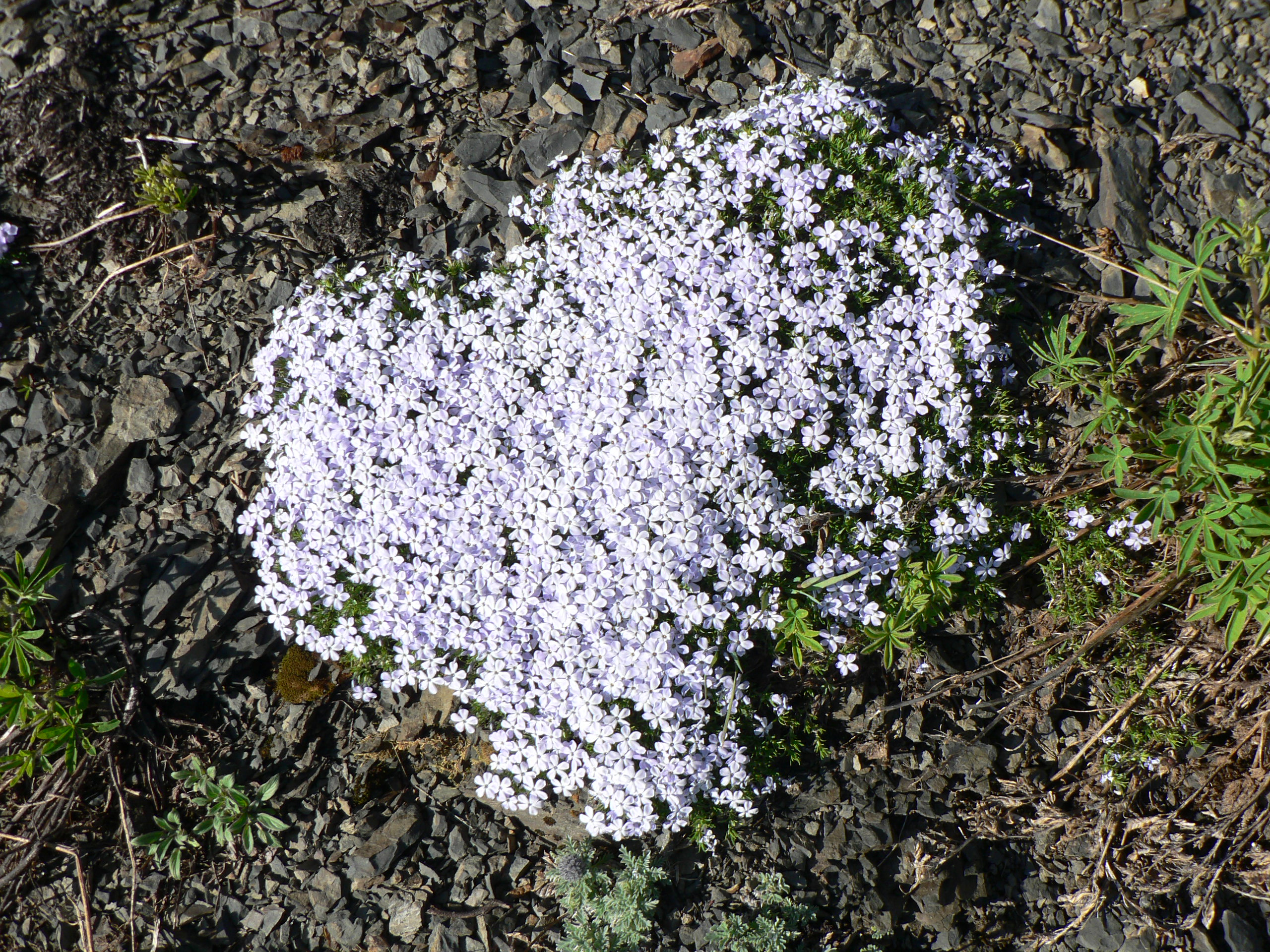
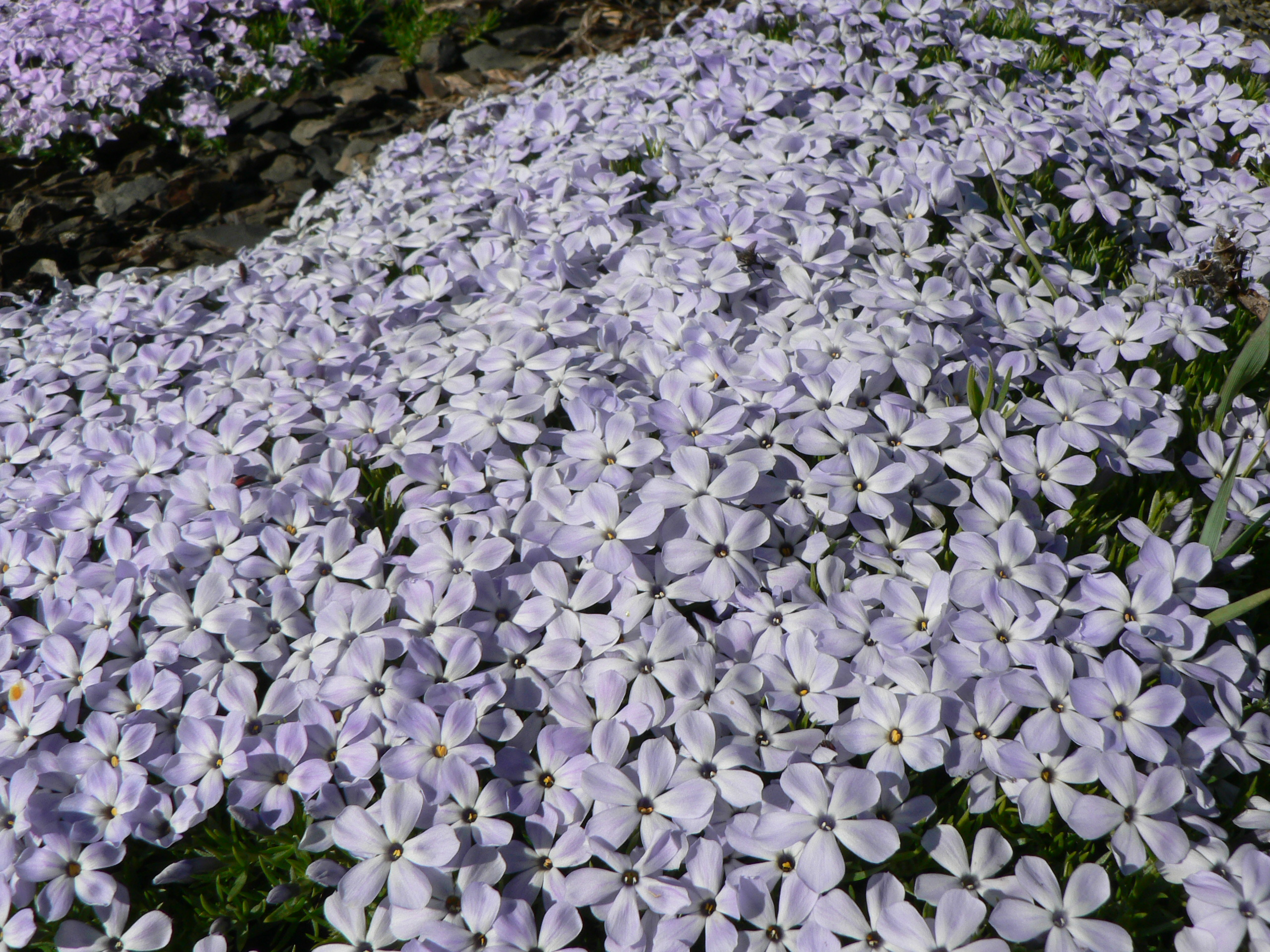
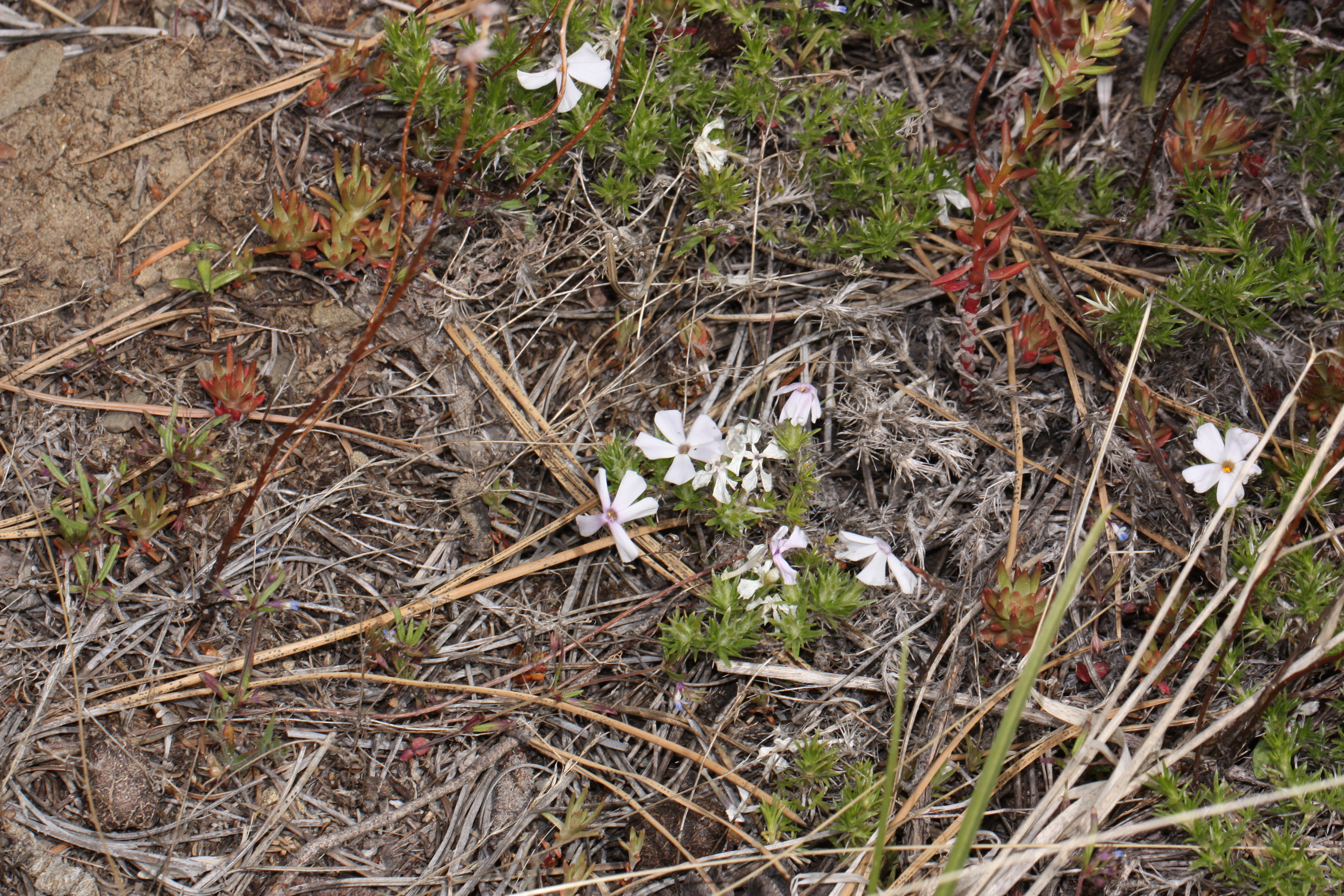
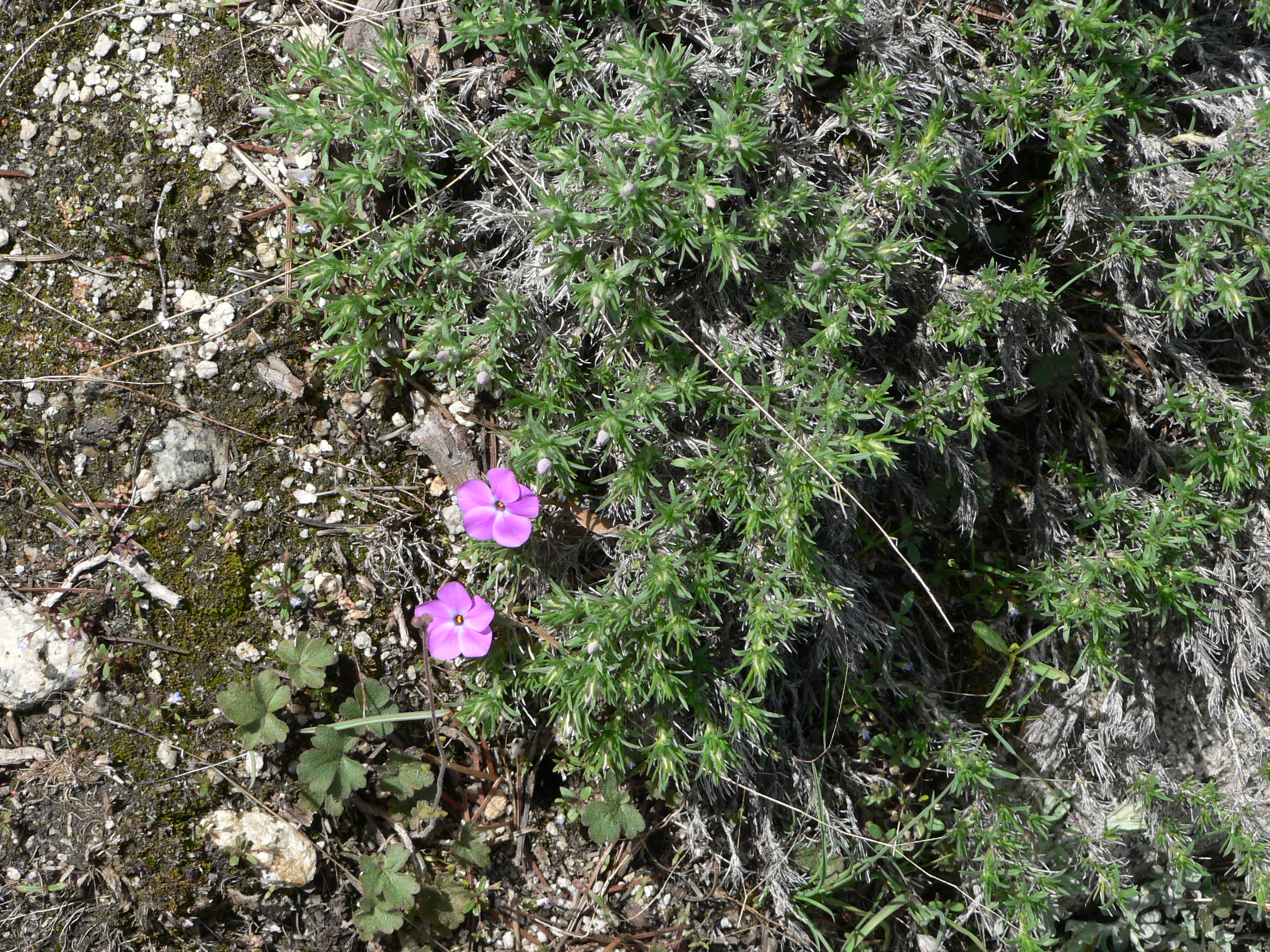